# Ивановка (Мариинский район)
Ива́новка — деревня в Мариинском районе Кемеровской области. Входит в состав Сусловского сельского поселения.

## История
Основана в 1892 г. В 1926 году село Ивановское состояло из 193 хозяйств, основное население — русские. В административном отношении являлось центром Ивановского сельсовета Сусловского района Ачинского округа Сибирского края.

## Население
| 1926 | 2002 | 2010 |
| ---- | ---- | ---- |
| 1087 | ↘80  | ↘48  |